# Alekséi Vvedenski
Alekséi Ivánovich Vvedenski (1898-1972) fue un botánico ruso. Fue un colaborador destacado en los estudios sobre el género Tulipa de Flora de URSS, 1935.

## Honores

### Epónimos
Especies
- (Apiaceae) Scaligeria vvedenskyi Kamelin[1]
- (Asparagaceae) Asparagus vvedenskyi Botsch.[2]
- (Asteraceae) Aster vvedenskyi Bondarenko[3]
- (Brassicaceae) Strigosella vvedenskyi Bondarenko & Botsch.[4]
- (Caryophyllaceae) Silene vvedenskyi Lazkov[5]
- (Chenopodiaceae) Kaviria vvedenskyi (Iljin & Popov) Akhani[6]
- (Crassulaceae) Rosularia vvedenskyi U.P.Pratov[7]
- (Ephedraceae) Ephedra vvedenskyi Pachom.[8]
- (Euphorbiaceae) Andrachne vvedenskyi Pazij[9]
- (Frankeniaceae) Frankenia vvedenskyi Botsch.[10]
- (Gentianaceae) Gentiana vvedenskyi Grossh.[11]
- (Hyacinthaceae) Scilla vvedenskyi Pazii[12]
- (Iridaceae) Iris vvedenskyi Nevski ex Woronow & Popov[13]
- (Juncaceae) Juncus vvedenskyi V.I.Krecz.[14]
- (Lamiaceae) Lagochilus vvedenskyi Kamelin & Zuckerw.[15]

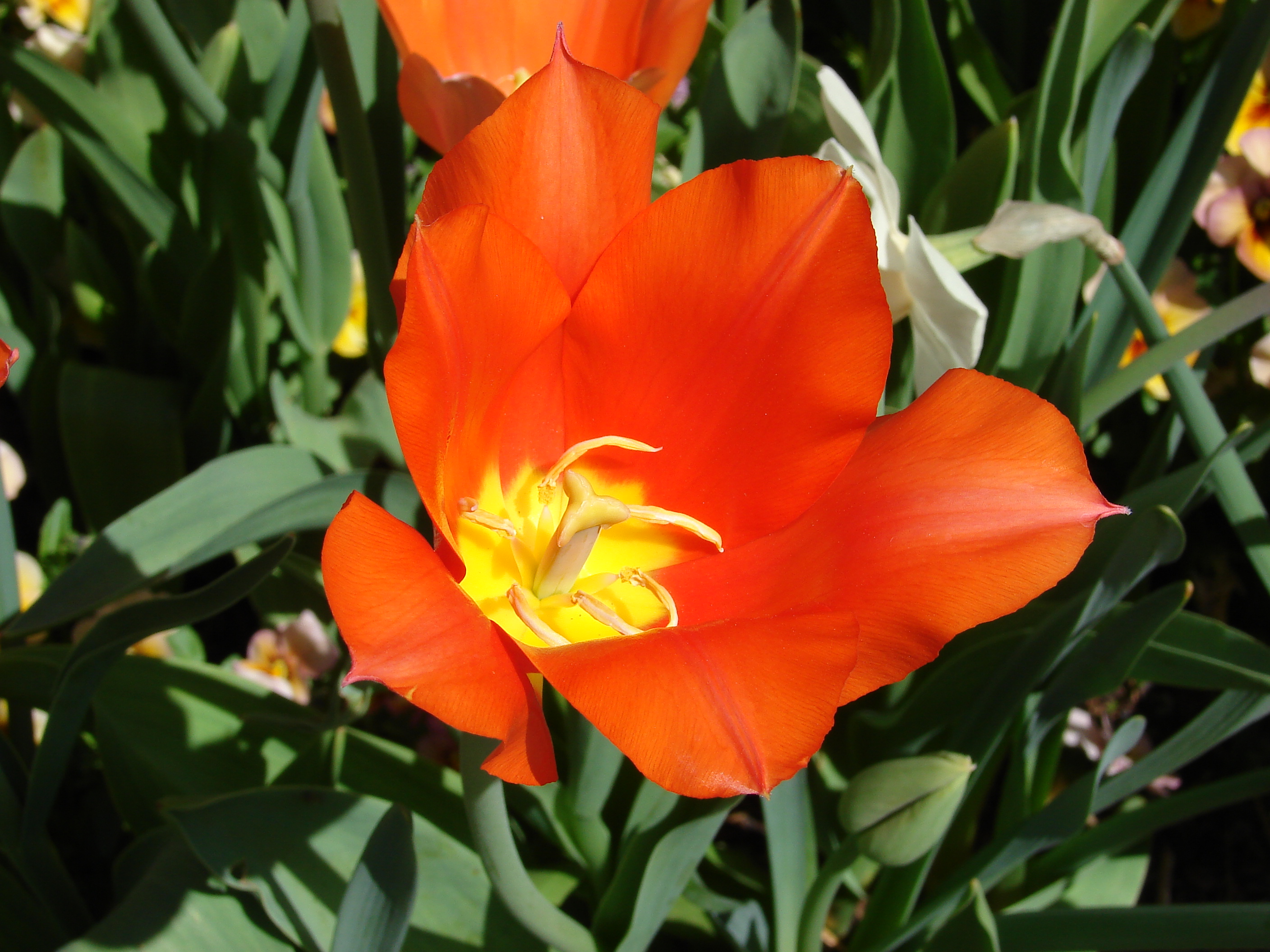
Tulipa vvendeskyi Botschantz.

- (Leguminosae) Astragalus vvedenskyi Popov[16]
- (Liliaceae) Tulipa vvedenskyi Z.Botsch.[17]
- (Plumbaginaceae) Acantholimon vvedenskyi Lincz.[18]
- (Poaceae) Elytrigia vvedenskyi Drobow[19]
- (Poaceae) Poa vvedenskyi Drobow[20]
- (Polygonaceae) Polygonum vvedenskyi Sumnev.[21]
- (Ranunculaceae) Ranunculus vvedenskyi Ovcz.[22]
- (Rosaceae) Potentilla vvedenskyi Botsch.[23]
- (Rosaceae) Rosa vvedenskyi Korotkova[24]
- (Rutaceae) Haplophyllum vvedenskyi Nevski[25]
- (Saxifragaceae) Saxifraga vvedenskyi Abdullaeva[26]
- (Scrophulariaceae) Scrophularia vvedenskyi Bondarenko & Filatova[27]
- (Valerianaceae) Valerianella vvedenskyi Lincz.[28]

- La abreviatura «Vved.» se emplea para indicar a Alekséi Vvedenski como autoridad en la descripción y clasificación científica de los vegetales.[29]

Registra más de 480 notas IPNI de sus identificaciones y clasificaciones de nuevas especies, las que publicaba habitualmente en :  Bot. Mater. Gerb. Bot. Inst. Uzbekistansk. Fil. Akad. Nauk S.S.S.R.; Vasc. Pl. Russia & Adj. States; Bull. Univ. As. Centr.; Fl. URSS; Not. Syst. Herb. Hort. Petrop.; B. Fedtsch. & al., Fl. Turkm.; Fl. Tadjikist.; Repert. Spec. Nov. Regni Veg.; Bot. Not.; Key Pl. Envir. Tashkent, ed. Popov; Trans. Sc. Soc. Turk.; Bull. Jard. Bot. Princ. URSS; Opred. Rast. Sred. Azii 